# Cyphostemma quinatum
Cyphostemma quinatum är en vinväxtart som först beskrevs av William Aiton, och fick sitt nu gällande namn av Descoings. Cyphostemma quinatum ingår i släktet Cyphostemma och familjen vinväxter. Inga underarter finns listade i Catalogue of Life.